# 山溪金腰
山溪金腰（学名：Chrysosplenium nepalense）为虎耳草科金腰属下的一个种。

## 扩展阅读
- 維基物種上的相關：山溪金腰